# Божилов, Добри
Добри Божи́лов Хаджиянакиев (13 июня 1884, Котел — 1 февраля 1945, София) — болгарский государственный деятель. Премьер-министр Болгарии (1943—1944).

## Биография
Окончил с отличием торговую гимназию в Свищове (1902). Начал банковскую деятельность сотрудником Кюстендилского банковского агентства — подразделения Болгарского народного банка, затем занимал различные посты в этом банке. В 1922—1935 годах — член совета управляющих, в 1924—1935 годах — заместитель управляющего, в 1935—1938 годах — управляющий Болгарским народным банком. Активно и успешно занимался клиринговыми операциями, в связи с чем его называли «волшебником клиринга». Одновременно преподавал экономику и финансы в Свободном университете. Публиковал статьи по экономическим вопросом в журналах «Счетоводител» и «Стопанска мисъл».
С 14 ноября 1938 года — министр финансов в третьем и четвёртом правительствах Георгия Кёсеиванова и в первом и втором правительствах Богдана Филова. В августе-сентябре 1943 — один из двух временных регентов Болгарии (вместе с Богданом Филовым) после скоропостижной кончины царя Бориса III, оставался при этом министром финансов. С 14 сентября 1943 — премьер-министр и министр финансов Болгарии, проводил прогерманский внешнеполитический курс, неудачно стремился подавить партизанское движение в стране. Военные поражения Германии привели к отставке правительства Божилова 1 июня 1944 года и сформированию кабинета министров Ивана Багрянова. После отставки некоторое время вновь занимал пост управляющего Болгарским народным банком.

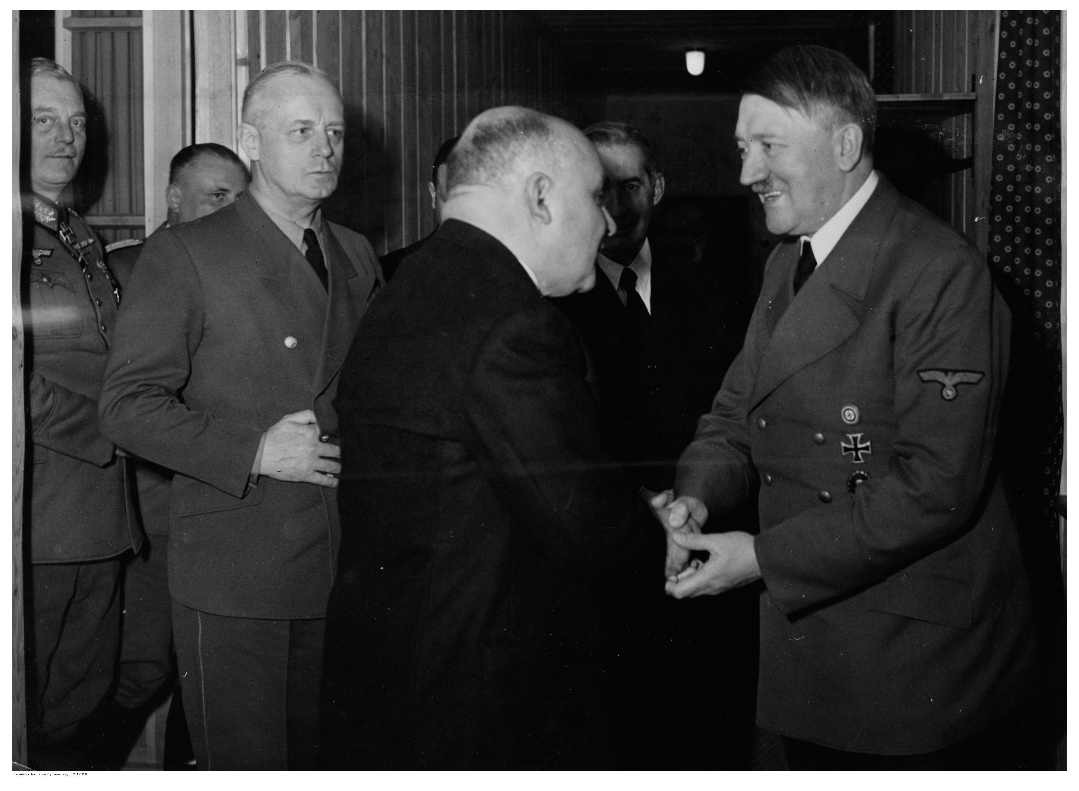
Встреча Добри Божилова с Адольфом Гитлером 10 ноября 1943

После прихода к власти в Болгарии просоветских сил в сентябре 1944 года был арестован. Приговорён к смерти так называемым «Народным судом» и расстрелян. Реабилитирован 26 августа 1996 года решением Верховного суда Болгарии.